# Накамура Місато
Накамура Місато  (яп. 中村美里, 28 квітня 1989) — японська дзюдоїстка, олімпійська медалістка, триразова чемпіонка світу, дворазова чемпіока Азійських ігор.

## Виступи на Олімпіадах
| Олімпіада   | Дисципліна           | Місце |
| ----------- | -------------------- | ----- |
| Пекін 2008  | напівлегка категорія | 3     |
| Лондон 2012 | напівлегка категорія | 16-9  |
| Ріо 216     | напівлегка категорія | 3     |